# Sainte-Agathe, Puy-de-Dôme
Sainte-Agathe là một xã ở tỉnh Puy-de-Dôme trong vùng Auvergne-Rhône-Alpes miền trung nước Pháp.